# 2 fantasmi di troppo
2 fantasmi di troppo è un film del 2021 diretto ed interpretato da Nunzio e Paolo.

## Trama
Per cercare di sbarcare il lunario Nunzio e Paolo, due amici di lunga data, da sempre si cimentano in imprese fallimentari. Quando decideranno un'altra volta di imbarcarsi in un nuovo progetto s'indebitano e dovranno cercare il modo di ripagare il prestito a uno strozzino.

## Distribuzione
Il film poi è stato distribuito nelle sale cinematografiche italiane partire dal 21 ottobre 2021.
Si rivelò un grande insuccesso al botteghino, incassando soltanto 3.500 €.